# 2010년 하계 청소년 올림픽 알제리 선수단
2010년 하계 청소년 올림픽 알제리 선수단은 싱가포르에서 개최된 2010년 하계 청소년 올림픽에 참가한 올림픽 알제리 선수단이다.